# Хольдорф (Мекленбург)
Хольдорф (нем. Holdorf) — община в Германии, в земле Мекленбург-Передняя Померания.
Входит в состав района Северо-Западный Мекленбург. Подчиняется управлению Рена. Население составляет 380 человек (на 31 декабря 2012 года). Занимает площадь 13,53 км².
С 1995 по 2009 год в Хольдорфе действовал один из крупнейших в Германии музеев пожарного дела. В 2009 году он переехал в город Шверин.

## Достопримечательности
Замок Хольдорф, фахверковая церковь 1751 года, особняк в деревне Метцен.